# Флаг Савёлок
Флаг внутригородского муниципального образования Савёлки в Зеленоградском административном округе города Москвы Российской Федерации.
Флаг утверждён 7 декабря 2004 года и является официальным символом муниципального образования Савёлки.

## Описание

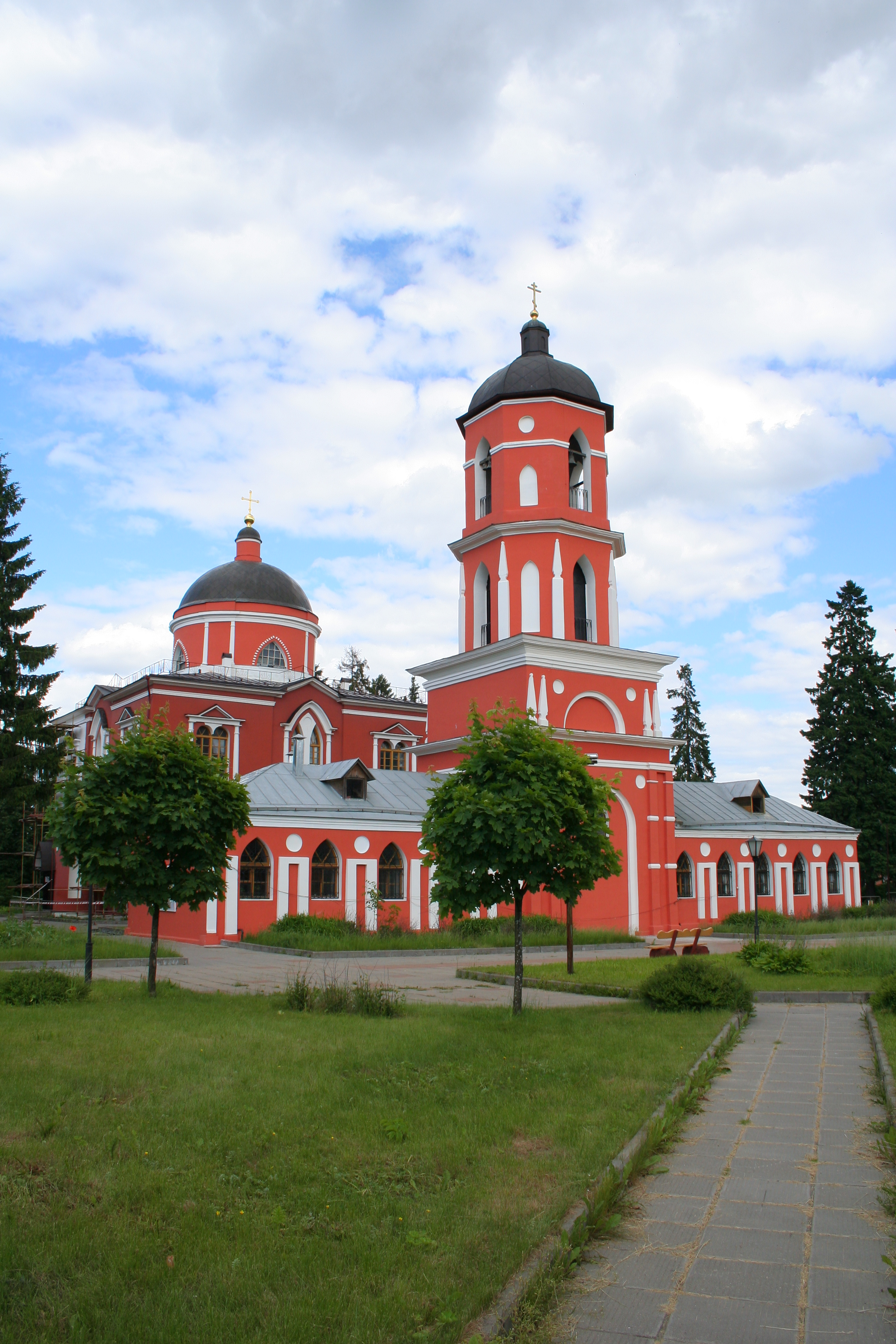
Церковь Николая Чудотворца.

«Флаг муниципального образования Савёлки представляет собой двустороннее, прямоугольное полотнище с соотношением сторон 2:3.
Полотнище флага разделено диагонально из нижнего угла, прилегающего к древку.
В верхней голубой части помещено изображение трёх белых кувшинок: две и одна. Габаритные размеры изображения составляют 2/5 длины и 9/20 ширины полотнища, габаритные размеры одной кувшинки составляют 3/20 длины и 1/5 ширины полотнища. Центр изображения находится на расстоянии 1/4 длины полотнища от бокового края полотнища, прилежащего к древку, и на расстоянии 5/16 ширины полотнища от верхнего края полотнища.
В нижней белой части помещено изображение красного храма с чёрной крышей и куполом. Габаритные размеры изображения составляют 1/3 длины и 1/2 ширины полотнища. Центр изображения находится на расстоянии 5/24 длины полотнища от бокового края полотнища, противоположного древку, и на расстоянии 3/8 ширины полотнища от нижнего края полотнища».

## Обоснование символики
Белые кувшинки на голубой части полотнища символизируют популярное место отдыха городского населения — «Чёрное озеро», ранее благоустроенные купальни.
Красная церковь с чёрной крышей и куполом символизирует расположенный на территории муниципального образования храм Николая Чудотворца, который был построен в 1825 году и является древнейшим каменным сооружением в Зеленограде.